# Bannière arrière gauche de Horqin
Pour les articles homonymes, voir Horqin.
La bannière arrière gauche de Horqin (科尔沁左翼后旗 ; pinyin : Kē'ěrqìn Zuǒyì Hòu Qí) est une subdivision administrative de la région autonome de Mongolie-Intérieure en Chine. Elle est placée sous la juridiction de la ville-préfecture de Tongliao.

## Démographie
La population de la bannière était de 394 322 habitants en 1999.